# Mavlet Batirov
Mavlet Alavdinovich Batirov (en rus: Мавлет Алавдинович Батиров, Khassaviürt, RSFSR, Unió soviètica,12 de desembre de 1983) és un lluitador rus d'estil lliure, campió mundial i dues vegades medallista olímpic, que va competir en l'estil lliure masculí 55 kg als Jocs Olímpics d'estiu de 2004 on va guanyar la medalla d'or.